# Basquetebol da Associação Desportiva Ovarense
El Ovarense Dolce Vita es un equipo de baloncesto portugués, con sede en la ciudad de Ovar, que compite en la LPB, la máxima competición de su país. Disputa sus partidos en el Arena Dolce Vita.

## Historia
El Ovarense creó su sección de baloncesto en 1970, con la iniciativa de un miembro empresario, John Gonçalves, pero en este espacio de tiempo logró afirmarse como uno de los estándartes y método de referencia inevitable en Portugal.
Entre 1976-1977 y 1978-1979, sólo seis años después de la creación del equipo, Ovarense subió del tercer al primer lugar, a nivel nacional, lo que indica que la vocación de baloncesto del equipo era fuerte. El club nunca bajó de la división, y la llegada de dos estadounidenses a finales de los años 80, le dio al equipo la calidad necesaria para elevar su nivel.
DJ y Mario Elie, un futuro campeón de la NBA, llegaron a Portugal en 1987 y pronto condujeron a la victoria a Ovarense en el campeonato nacional, lograda contra el Benfica.
Desde entonces, el equipo de Ovar ha estado, con breves lapsos, en el top-5 del baloncesto en el país, ganando varios trofeos importantes y ganando la Copa de la Liga nacional en 1999-2000.

## Posiciones en liga
| Temp.   | Nivel | Liga | TR | Res.  | PO  | Resultado        |
| ------- | ----- | ---- | -- | ----- | --- | ---------------- |
| 2009-10 | 1     | LPB  | 2  | 17-5  | 3-3 | Semifinalista    |
| 2010-11 | 1     | LPB  | 7  | 10-12 | 0-3 | Cuartos de final |
| 2011-12 | 1     | LPB  | 3  | 17-5  | 0-3 | Cuartos de final |
| 2012-13 | 1     | LPB  | 4  | 13-7  | 3-5 | Semifinales      |
| 2013-14 | 1     | LPB  | 7  | 9-11  | 1-3 | Cuartos de final |
| 2014-15 | 1     | LPB  | 4  | 12-10 | 0-3 | Cuartos de final |
| 2015-16 | 1     | LPB  | 3  | 10-10 | 3-4 | Semifinales      |
| 2016-17 | 1     | LPB  | 8  | 18-13 | 0-3 | Cuartos de final |
| 2017-18 | 1     | LPB  | 9  | 16-16 |     |                  |
| 2018–19 | 1     | LPB  | 4  | 15-17 | 3-3 | Semifinales      |
| 2019–20 | 1     | LPB  | 10 | 9-13  |     |                  |
| 2020–21 | 1     | LPB  | 9  | 9-17  |     |                  |
| 2021–22 | 1     | LPB  | 9  | 13-15 |     |                  |

fuente:fpb.pt

## Palmarés
- Campeón LPB -  1988, 2000, 2006, 2007, 2008
- Subcampeón LPB -  1993, 1998, 2005, 2009

- Campeón Copa Portuguesa -  1989, 1990, 2009
- Subcampeón Copa Portuguesa -  1991, 1993, 1994, 1997, 1999, 2000, 2001, 2004, 2005, 2010

- Campeón Copa de la Liga -  1992, 1997, 2001
- Subcampeón Copa de la Liga -  1991, 1993, 2006, 2008, 2010

- Campeón Supercopa -  1988, 1990, 1993, 2000, 2001, 2006, 2007, 2008
- Subcampeón Supercopa -  1989, 1994, 1997, 1999, 2004, 2005, 2009

- Campeón Troféu António Pratas -  2008, 2013
- Subcampeón Troféu António Pratas -  2010

- Campeón Torneio dos Campeões  -  2004, 2006, 2007
- Subcampeón Torneio dos Campeões  -  2005

## Jugadores destacados
| - Dombel Dos Santos - José Carlos Guimarães - Gerson Monteiro - Josko Vukicevic - Ivan Manovic - David Berbois - Sergi Coll - Nicolás Fernández - José García - José Luis Guerrero - Jesús Lázaro - Jofre Lleal - José Martín - Emiliano Morales - Júlio Torres - Willy Villar - Trevor Gordon - Matt Meakin - Ralf Melis - Michał Ignerski - João Abreu - José Miguel Barbosa - Cristóvão Cordeiro - Mário Fernandes - Mario Gonçalves | - Miguel Miranda - Nuno Morais - Fernando Neves - André Pinto - João Ribeiro - Jaime Silva - Paulo Sousa - Vladislav Kondratov - Massine Fall - Walter Jeklin - Mustafa Sahin - Thomas Adams - Ben Adams - Herman Alston - Andy Bedard - Bilal Benn - Graham Brown - James Crowder - Lloyd Daniels - Mario Elie - Tony Graves - Roy Hairston - Cordell Henry - Shawn Jackson - Jason Jamerson | - Nate Johnston - Antoine Jones - Herb Jones - Christopher Lee - M.C.Mazique - Marc Mazur - Jeff McMillan - Todd Merritt - Charlie Miller - Austen Powers - Anthony Pullard - Ben Reed - Rolan Roberts - Jesse Salters - Jason Sasser - Ryan Schneider - Jason Smith - JR Bradford Spencer - Gregory Stempin - Jarrett Stephens - Everick Sullivan - John Taylor - Kenny Turner - John Waller - Matthew Webster | - Kevin Widemond - Michael Wilson - Iván Almeida - Elvis Évora - Daniel Becker - Klemensas Patiejunas - Slobodan Sljivancanin - Ike Nwankwo - Greg Butler - Scott Stewart - John Tomsich - Tim Kennedy - Omar Barlett - Steven Carney - Heshimu Evans - Matt Nover - Ian Stanback - Ricardo Stringfellow - Lee Stringfellow - Kenneth Wilson - Jamal Basit - Shane Kline-Ruminski |